# Mateo Kries
Mateo Kries (* 1974 in Müllheim im Markgräflerland) ist ein deutscher Kunsthistoriker, Kurator und Autor. Seit 2011 ist er Direktor des Vitra Design Museums.

## Leben und Wirken
Mateo Kries wurde 1974 in Müllheim/Baden geboren und lebte von 1978 bis 1983 in Madrid, wo er die deutsche Schule besuchte. Er ist mit der Designerin und Illustratorin Nadine Schemmann verheiratet, die unter dem Künstlernamen Lulu* arbeitet. Die beiden haben zwei Kinder und leben in Freiburg und Berlin.
Mateo Kries studierte Kunstgeschichte und Soziologie in Hagen und Berlin.
1996 begann er seine Tätigkeit als Kurator des Vitra Design Museums in Weil am Rhein. Von 2000 bis 2006 war er für den Aufbau und die Leitung des Vitra Design Museums Berlin verantwortlich. In dieser Zeit initiierte Kries zusammen mit anderen Mitgliedern der Berliner Designszene – darunter die Designer Werner Aisslinger und Vogt & Weizenegger – das Festival Designmai, das ab 2008 unter anderem Namen fortgesetzt wurde. 2007 bis 2010 war Kries Chefkurator des Vitra Design Museums. Seit 2011 leitet er das Vitra Design Museum als Co-Direktor und ist für Programm und Inhalte des Museums verantwortlich.
Als Kurator hat Kries seit 1996 zahlreiche Ausstellungen zu Design, Architektur und verwandten Themen konzipiert. Darunter war 2009 mit „Rudolf Steiner - Die Alchemie des Alltags“ die erste Retrospektive auf das Werk des Begründers der Anthroposophie. Die Ausstellung wurde auch im Kunstmuseum Wolfsburg, im Kunstmuseum Stuttgart und in anderen Museen gezeigt.
2010 veröffentlichte Kries das Buch Total Design – Die Inflation moderner Gestaltung, in dem er sich mit der zunehmenden Bedeutung und Kommerzialisierung von Design auseinandersetzt. Kries spricht darin von der „Designgesellschaft“ und plädiert für ein kritischeres Bewusstsein im Umgang mit Design. Auch in anderen Veröffentlichungen setzte sich Kries mit der Rolle von Design in der Gesellschaft auseinander, etwa 2013 in einem Artikel zur Zukunft des Designmuseums in der deutschen Ausgabe des Magazins domus.
Seitdem Kries das Vitra Design Museum leitet, hat das Museum sein Programm von 2 – 3 auf bis zu 8 Ausstellungen jährlich erweitert und organisiert umfangreiche Veranstaltungsprogramme. Neben großen monografischen Ausstellungen entstehen dabei zunehmend auch aktuelle Themenausstellungen wie „Lightopia“ (2013), „Making Africa“ (2015) mit Okwui Enwezor als Gastkurator oder die Ausstellung „Das Bauhaus #allesistdesign“ (2015), an der Künstler wie Olaf Nicolai, Adrian Sauer oder Joseph Grima mitwirkten.

## Publikationen
- Ludwig Mies van der Rohe. Möbel und Bauten in Stuttgart, Barcelona, Brünn. Vitra Design Museum, Weil am Rhein 1997, ISBN 3-931936-16-3.
- Design Berlin: Neue Projekte für eine Stadt im Wandel. Vitra Design Museum, Weil am Rhein 2003, ISBN 3-931936-44-9.
- Design City: Design for Urban Space and the Design City Discussion. Die Gestalten Verlag, Berlin 2006, ISBN 978-3-89955-170-9.
- Le Corbusier: Studie über die deutsche Kunstgewerbebewegung. Vitra Design Museum, Weil am Rhein 2008, ISBN 978-3-931936-29-7.
- Rudolf Steiner – Die Alchemie des Alltags. Vitra Design Museum, Weil am Rhein 2010, ISBN 3-931936-85-6.
- Total Design – Die Inflation moderner Gestaltung. Nicolai, Berlin 2010, ISBN 978-3-89479-581-8.
- Making Africa – A Continent of Contemporary Design. Vitra Design Museum, Weil am Rhein 2015, ISBN 978-3-945852-00-2.